# Lubryka

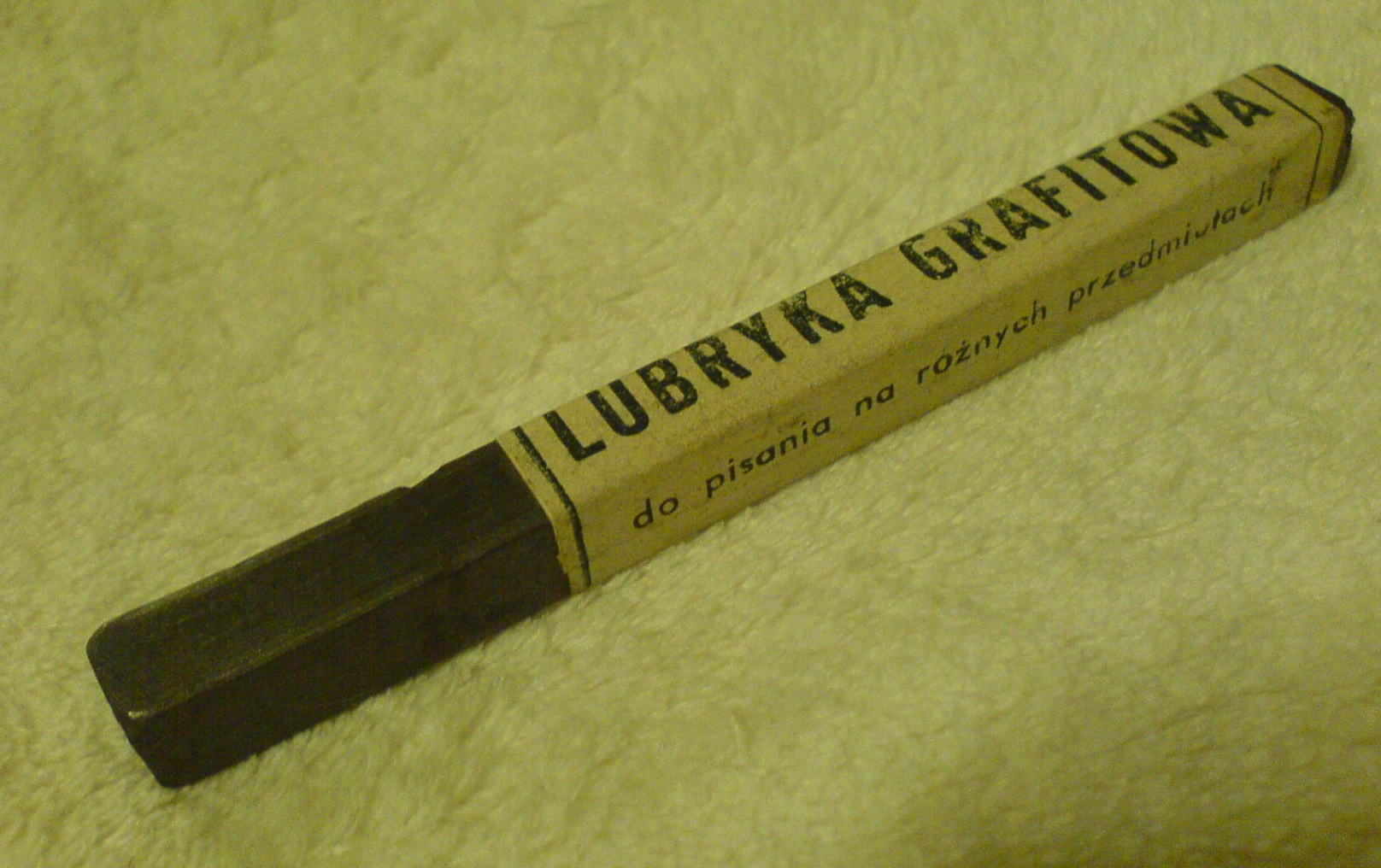
lubryka

Lubryka – rodzaj ciemnoczerwonej glinki, zabarwionej tlenkami żelaza (hematytem), która służyła do wyrobu czerwonych kredek, stosowanych w ciesielstwie i stolarstwie. Nazwa pochodzi z łaciny rubrica (terra) – „czerwona” („ziemia, glina”).
Pierwotnie używana do malowania, a także do znaczenia na czerwono początków rozdziałów i sporządzania adnotacji w książkach; od jej pierwotnej nazwy (rubryka) pochodzi pojęcie sekcji, pola w tekście (rubryka), a także zdobienia nagłówków w księgach (rubrykowanie).